# Mapania cuatrecasasii
Mapania cuatrecasasii är en halvgräsart som beskrevs av Tetsuo Michael Koyama. Mapania cuatrecasasii ingår i släktet Mapania och familjen halvgräs. Inga underarter finns listade i Catalogue of Life.